# قو تاو
قو تاو (بالصينية: 国涛) هو لاعب كرة قاعدة صيني، ولد في 21 مارس 1987 في بكين في الصين.